# São Roque de Minas
São Roque de Minas est une municipalité brésilienne de l'État du Minas Gerais et la microrégion de Piumhi.